# 기계 유씨
기계 유씨(杞溪兪氏)는 경상북도 포항시 북구 기계면을 본관으로 하는 한국의 성씨이다.

## 시조
기계 유씨(杞溪 兪氏)의 시조 유삼재(兪三宰)는 신라의 아찬(阿飡)을 역임하였다고 한다. 경상북도 포항시 북구 기계면 미현리에 시조의 유허비가 세워져 있다.
후손 유의신(兪義臣)이 신라가 멸망 후 고려 왕조에 불복하자 고려 태조(太祖) 왕건에 의해 기계현(杞溪縣) 호장(戶長)으로 임명되었다고 한다.

## 역사
고려시대에는 은둔하였으나, 조선시대에는 문과 급제자 90명, 상신 3명, 판서 12명을 배출하였다.
유응부(兪應孚)가 무과에 급제하여 동지중추원사(同知中樞院事)로 있을 때 단종 복위를 모의하다가 처형된 후 사육신(死六臣)으로 추앙받았다.
유의신의 10세손 유효통(兪孝通)은 세종 때 대사성을 거쳐 집현전직제학을 역임하였고, 『향약집성방(鄕藥集成方)』을 저술하였다.
유의신의 12세손 유여림(兪汝霖)은 중종 때 예조판서를 역임하였다. 유여림의 아들 유강(兪絳)은 호조판서에 이르렀다. 
유여림의 손자 유홍(兪泓)은 정여립의 난을 평정하여 평난공신(平難功臣)으로 기성부원군(杞城府院君)에 봉해졌고, 1594년(선조 27년) 좌의정에 올랐다. 유홍의 손자 유백증(兪伯曾)은 인조반정에 공을 세워 정사공신(靖社功臣)으로 기평군(杞平君)에 봉해졌고, 증영의정에 추증되었다.
유강(兪絳)의 증손자 유성증(兪省曾)은 예조참의를 역임하였다. 유성증의 증손자 유척기(兪拓基)는 영조 때 노론(老論)의 원로로 영의정을 역임하였다. 유척기의 사촌형 유최기(兪最基)는 우참찬을 역임했다. 유척기의 조카 유언호(兪彦鎬)는 1795년(정조 19년) 좌의정에 이르렀고, 정조묘(正祖廟)에 배향되었다.
개화기 선구자 유길준(兪吉濬)은 김홍집(金弘集) 내각의 내부대신을 지냈다.

## 본관
기계(杞溪)는 경상북도 포항시(浦項市) 기계면 일대의 지명이다. 신라의 의창군(義昌郡)의 모혜현(芼兮縣)이었다가 757년(신라 경덕왕 16년) 기계현(杞溪縣)으로 개칭하였다. 1018년(고려 현종 9년)에 경주부(慶州府) 기계현(杞溪縣)이 되었다. 1415년(조선 태종 15년) 경주군(慶州郡) 기계현이 되었다. 1906년 흥해군(興海郡)에 편입되었고, 1914년 영일군으로 통합되었다. 1995년 경상북도 포항시에 통합되면서 북구 기계면이 되었다.

## 분파
유의신(兪義臣) 계통은 증손인 유여해(兪汝諧)로부터 13파로 갈라졌고, 유승추(兪承樞) 계통의 월성군파(月城君派), 유진적(兪晋迪) 계통의 장사랑공파(將仕郞公派) 등 16개 파가 세계를 잇는다.
- 동정공파(同正公派) - 유형무
- 전서공파(典書公派) - 유천경
- 군기사사공파(軍器寺事公派) - 유성리(兪成利)
- 부정공파(副正公派) - 유성보
- 통덕랑공파(通德郞公派) - 유숙
- 신계공파(新溪公派) - 유순
- 단성공파(丹城公派) - 유호
- 충목공파(忠穆公派) - 유홍
- 진사공파(進士公派) - 유함
- 자산공파(慈山公派) - 유영
- 학생공파(學生公派) - 유준
- 부제학공파(副堤公派) - 유진
- 주부공파(主簿公派) - 유득주
- 월성군파(月城君派) - 유승추
- 장사랑공파(將士郞公派) - 유진적
- 석청공파(石淸公派) - 유여매

## 항렬자
| 34세     | 35세     | 36세     | 37세                                | 38세                   | 39세                       | 40세                       | 41세              | 42세              | 43세              | 44세              | 45세              | 46세              | 47세              | 48세              | 49세              | 50세              | 51세              | 52세              |
| -------- | -------- | -------- | ----------------------------------- | ---------------------- | -------------------------- | -------------------------- | ----------------- | ----------------- | ----------------- | ----------------- | ----------------- | ----------------- | ----------------- | ----------------- | ----------------- | ----------------- | ----------------- | ----------------- |
| 치(致)口 | 진(鎭)口 | 口준(濬) | 口겸(兼) 口목(穆) 口근(根) 口식(植) | 병(炳)口 화(火)변 외자 | 口재(載) 口재(在) 재(在)口 | 口선(善) 口조(朝) 口호(鎬) | 口연(淵) 口수(洙) | 口모(模) 口표(杓) | 口섭(燮) 口찬(燦) | 口균(均) 口배(培) | 口종(鐘) 口현(鉉) | 원(源)口 태(泰)口 | 口동(東) 口영(榮) | 형(炯)口 현(炫)口 | 口규(圭) 口곤(坤) | 석(錫)口 용(鏞)口 | 홍(洪)口 순(淳)口 | 상(相)口 송(松)口 |

## 조선 왕실과의 인척관계
- 양녕대군(태종의 장남) 사위 유석번
- 흥선대원군 조카사위 유능환

## 집성촌
- 함경북도 부령군 삼해면 내포동
- 함경북도 부령군 관해면 서리동
- 경기도 안성시 금광면 옥정리
- 경기도 안성시 원곡면 성은리
- 경기도 안성시 보개면 가사리
- 경기도 평택시 포승읍 신영리
- 충청남도 부여군 규암면 함양리

## 인구
- 2000년 113,430명
- 2015년 139,073명